# Jeanette Nolan
Jeanette Nolan (30 de diciembre de 1911-5 de junio de 1998) fue una actriz radiofónica, cinematográfica y televisiva estadounidense, nominada a cuatro Premios Emmy a lo largo de su carrera.

## Inicios y carrera
Nacida en Los Ángeles, California, Nolan se graduó en la Abraham Lincoln High School de dicha ciudad.
Nolan empezó su carrera de actriz en el Pasadena Playhouse de Pasadena (California), y en 1932, mientras estudiaba en el Los Angeles City College, hizo su debut en la radio con Omar Khayyam, la primera emisión transcontinental llevada a cabo desde la emisora KHJ (AM). En el medio radiofónico actuó con regularidad en varias series: Young Dr. Malone (1939-40), Cavalcade of America (1940-41), One Man's Family (1947-50), y The Great Gildersleeve (1949-52), actuando de modo episódico en otras muchas.
Nolan debutó como actriz cinematográfica encarnando a Lady Macbeth en el film de Orson Welles de 1948 Macbeth, basado en la obra de William Shakespeare. A pesar de recibir, tanto la cinta como ella, tibias críticas, la carrera de Nolan floreció interpretando, principalmente, papeles de reparto. Para el público de cine negro es conocida como la corrupta esposa de un corrupto oficial de policía en la cinta de Fritz Lang Los sobornados. Su último trabajo para el cine tuvo lugar en la película de Robert Redford The Horse Whisperer, interpretando en la misma a la madre de Redford. 
Nolan hizo más de trescientas actuaciones para la televisión, incluyendo entre ellas la primera serie de Brian Keith, Crusader, en el papel de Dra. Marion en el episodio "The Healer" (1956). También intervino en la serie de Rod Cameron State Trooper. De 1959 a 1960 fue Annette Deveraux en el show de género western de la CBS Hotel de Paree. Trabajó en otras producciones western, destacando entre ellas The Wild Women of Chastity Gulch (1982).
También actuó en el episodio de la serie Perry Mason titulado "The Case of the Fugitive Nurse." Tuvo una interpretación destacada como una vieja loca en el capítulo "Parasite Mansion" de la serie Thriller. El 27 de abril de 1962 apareció en el episodio "A Book of Faces", dentro del show de la ABC Target: The Corruptors!. Como artista invitada fue Claire Farnham en la entrega titulada "To Love Is to Live", dentro del show de la NBC The Eleventh Hour. En tres ocasiones participó en Wagon Train, serie western en la que uno de los protagonistas era su marido, John McIntire. También trabajó tres veces entre 1963 y 1964 en la producción de la NBC Dr. Kildare, y en un episodio de 1964 del programa de Richard Crenna Slattery's People, drama político producido por la CBS. 
En 1964 encarnó a la hermana Teresa en el episodio "El niño de Praga" de la serie de la ABC Combate!. 
Nolan encarnó a una bruja en dos series de antología de Rod Serling: en el episodio de The Twilight Zone "Jess-Belle", con Anne Francis, y en el capítulo de Galería Nocturna "Since Aunt Ada Came to Stay", junto a James Farentino y Michele Lee.
El 4 de noviembre de 1965 fue la traicionera Ma Burns en "The Golden Trail", un episodio de la serie de la NBC Laredo. Laredo fue una serie spin-off de El virginiano, a cuyo reparto se sumó Nolan en 1967 junto con su marido John McIntire.  
Nolan fue también artista invitada en una sitcom de corta vida, The Mothers-in-Law, actuando en dos episodios separados en la segunda y última temporada del show. Primero encarnó a la abuela de Kaye Ballard, Gabriela Balotta, y después a Annie MacTaggart, una niñera escocesa que cuida de dos gemelos. Además, participó en 1967 en el episodio llamado "pesadilla" de la serie de televisión Los Invasores.
En 1974 trabajó brevemente con Dack Rambo en el show de la CBS Dirty Sally, un spin-off de la serie western Gunsmoke en la que hizo un papel recurrente en ocho episodios. También tuvo el papel del título en el galardonado corto Peege (1972).
En total, Nolan fue la actriz que en mayor número de ocasiones apareció en Gunsmoke como actriz invitada. Además, trabajó con Judd Hirsch en Dear John y con Harry Anderson en Night Court.
Otras intervenciones destacadas de Nolan fueron su papel de Mrs. Peck en el capítulo de Columbo Double Shock, y el de Alma, madre adoptiva de Rose Nylund, en una entrega de The Golden Girls.

## Vida personal
Nolan se casó con el actor John McIntire en 1935, permaneciendo ambos juntos 56 años, hasta la muerte de él en 1991. Los dos trabajaron juntos en un episodio de Los ángeles de Charlie en 1979, en The Incredible Hulk en 1980, Quincy, M.E. en 1983, y en Night Court en 1985, encarnando a los rústicos padres de Dan Fielding. Nolan fue madre de dos hijos, uno de ellos el actor Tim McIntire, conocido por encarnar al legendario disc jockey Alan Freed en la película de 1978 American Hot Wax.
Jeanette Nolan falleció el 5 de junio de 1998 en Los Ángeles, California, tras sufrir un ictus. Tenía 86 años de edad. Fue enterrada en el Cementerio Tobacco Valley de Eureka (Montana). 